# Música de Superman
La música de Superman son todos los temas orquestales compuestos para la serie fílmica de Superman, series televisivas y cortos inspirados por el personaje del cómic Superman.
En las primeras adaptaciones del personaje en cortos animados y en series de televisión la música siempre fue enaltecedora de su carácter heroico, aunque destacó muy especialmente desde la película de 1978 con Christopher Reeve, en que se le comisionó al compositor norteamericano John Williams. Para las continuaciones los temas fueron los mismos, y para las series televisivas ulteriores los temas han sido también más o menos reminiscentes de los de aquel filme.

## Supermande Richard Donner
Para la primera película de Superman de Richard Donner en 1978 se seleccionó al mismísimo John Williams para componer la partitura, músico de ya bien sentada trayectoria que para ese año había adquirido renovada fama por su relación con el director Steven Spielberg, y sobre todo gracias a su colaboración con George Lucas para su primera entrega de la saga Star Wars.
El tema principal de Williams para Superman fue, tal como se esperaba de él, grandilocuente y encomiástico para el personaje, mientras el resto de la orquestación resultó ser también de mucha calidad, aunque el tema sería lo más perdurable convirtiéndose en casi permanente del Hombre de Acero; su leitmotiv. El tema principal de Williams para Superman se volvería emblemático de la serie y prácticamente reconocible hasta la fecha.
La partitura de la película original de 1978, como muchas otras de John Williams, fue ejecutada por la Orquesta Sinfónica de Londres.
Los principales temas de la película a destacar, fueron:
- Fanfarria de Superman (Superman fanfare), que como su nombre indica es una melodía corta la cual anuncia y acompaña la presencia del héroe en pantalla.
- Tema principal de Superman o Marcha de Superman (Superman main theme o Superman march), el cual se divide en dos secciones, la primera que es básicamente un himno y una segunda más melódica, y en la cual a su vez se incorpora en algunas secciones la Fanfarria de Superman.
- El infaltable Tema de Amor (Love theme), llamado también “Can You Read My Mind” (Puedes Leer mi Mente), que como indica su nombre enmarca los encuentros de Clark con Lois Lane.
- Fanfarria de Krypton (Krypton fanfare). Como su nombre indica es un tema corto utilizado para las imágenes del planeta natal del héroe, y posteriormente para la construcción de su Fortaleza de la Soledad. Tiene un acorde secundario de sonido misterioso generalmente llamado Krypton Crystal.
- Tema personal de Superman, que refleja su dualidad debido a su identidad secreta como el despistado Clark.
- Smalville o Gowing up theme, un tema de sonido provinciano que acompaña las escenas en el pueblo ficticio de Smallville, ubicado supuestamente en el Estado de Kansas.
- El tema de Lex Luthor (The March of the Villains o Lex Luthor theme), que es más bien una función de sonido cómico dada la representación del maloso Lex Luthor en el filme.

### Superman II
Para la segunda película de Superman con la salida del director Richard Donner, también Williams saldría aunque en su caso por los múltiples proyectos en que estaba involucrado, así que el nuevo director asignado por los productores fue el inglés Richard Lester, quien llamaría a su coterráneo el compositor Ken Thorne, músico mucho menos conocido a quien sin embargo simplemente se le encargó readaptar la partitura de Williams.
Thorne cumplió competentemente el encargo aportando sólo unas cuantas partituras originales, aunque el éxito de la película fue lo que hizo resaltar su trabajo. La banda sonora incluye también el tema "Pick up the pieces" de Average White Band.

### Superman III
Para la tercera película de Superman, Lester repitió como director y de nuevo llamó a Ken Thorne para readaptar de nuevo los temas de John Williams, aunque debido al cambio de orientación del filme se le permitió al músico hacer mayores aportes, pues la historia tenía muchos más asomos cómicos. Tanto la película como la partitura de Thorne no lograron el impacto deseado y ambos, director y músico, no volverían a Superman.

### Superman IV
Para la cuarta película de Superman el equipo creativo cambió por completo, y los nuevos productores querían a John Williams de regreso, sin embargo los compromisos del músico se lo impidieron pero él mismo recomendó a su amigo y colaborador frecuente Alexander Courage para readaptar sus temas.
Courage, cuya más famosa composición personal fue el tema de la serie televisiva Star Trek (del cual se conservó posteriormente el intro como leitmotiv de aquella saga), fue aceptado e hizo la readaptación para Superman IV, mientras el propio John Williams compuso tres nuevos temas que Courage adaptó para la película al tiempo que además aportó dos nuevos temas de su propia inspiración.
La característica de esta orquestación es que el corte original de la película era de más de dos horas, para las cuales Courage compuso toda una extensa partitura, siendo la segunda más larga después de la primera entrega de 1978. Aun así, no se publicó en disco hasta el año 2008.

## Superman: La serie animada
Para la serie televisiva Superman: La serie animada se encargó a la compositora Shirley Walker realizar un nuevo tema. Walker había ganado algo de popularidad adaptando el tema de Batman de Danny Elfman para la caricatura Batman: La serie animada, motivo por el cual se le confió crear el de esta serie hermana centrada en el Hombre de Acero.
Walker compuso un tema que en sus acordes altos remite inevitablemente al tema de Williams, aunque en una efectiva variación más contemporánea, y consiguió imponerlo como uno de los temas más logrados en años recientes para el personaje. La compositora llevó a cabo también el resto de la musicalización de los capítulos.
Para la colección de capítulos con los de su serie hermana, The New Batman/Superman Adventures, el músico Danny Elfman compuso un nuevo tema.

## Superman Returns
Para la película Superman Returns de Bryan Singer, que retoma la continuidad de los dos primeros filmes con Christopher Reeve, el director llamó a John Ottman, colaborador frecuente suyo que además se encargó también de la edición del filme.
Del mismo modo que la película en términos generales, Ottman retomó los temas clásicos de John Williams y más que readaptarlos verdaderamente los recompuso, dándole de paso una auténtica profusión a la Fanfarria de Superman, además de que aportó tres nuevos temas propios, un nuevo tema personal de Superman, uno para Lois Lane y su hijo, y otro para el villano Lex Luthor, mucho más ominoso que el original de Williams dado la representación del villano en esta entrega.
El trabajo de Ottman, a diferencia del de Thorne y de Courage, destacó por sus arreglos que entre otras cosas hicieron oír el Tema Principal más sonoro que nunca, por lo cual fue elogiado.

### Superman II: The Richard Donner Cut
Para la versión de Richard Donner de Superman II en 2006, el director desechó la musicalización de Ken Thorne y simplemente reutilizó la de John Williams para el filme original de 1978, sólo adaptándola con el trabajo de reedición e incorporando las partituras que originalmente no se emplearon.

## El hombre de acero
Para la película El hombre de acero de 2013, dirigida por Zack Snyder y producida por Christopher Nolan, el compositor alemán Hans Zimmer se hizo cargo de la partitura, como hiciera en las tres películas de Batman a cargo de Nolan.
Al plantearse ésta como una totalmente nueva visión del personaje, no se emplearon los temas de Williams para la serie anterior, por el contrario, Zimmer creó un tema sencillo de inspiración minimalista, similar pero en contraposición a su propio tema de Batman, basado en una composición simple sin mucha variación que mantiene una misma línea melódica ejecutada con diferentes instrumentaciones, además de hacer un uso extensivo de elementos electrónicos.
La musicalización fue muy bien recibida por los adeptos al filme, pero mal por la crítica debido a su simplicidad y su total alejamiento de los temas creados por Wlliams. Cabe destacar que la crítica especializada normalmente califica mal la música electrónica.

### Batman v Superman: Dawn of Justice
Para el filme que hizo de secuela directa a esta nueva visión del Hombre de Acero, Zimmer volvió a colaborar con Snyder, pero al haber dudado que pudiera crear nuevos temas para el personaje de Batman, como hiciera en la trilogía de Christopher Nolan, se decidió a trabajar con el músico holandés Tom Holkenborg, Junkie XL, quien ya había hecho partes adicionales para el Hombre de Acero y en conjunto crearon los nuevos temas para el Caballero Nocturno.

### Liga de la Justicia
Para la segunda continuación indirecta al Hombre de Acero, la Liga de la Justicia, el compositor asignado por el director Joss Whedon, encargado de la postproducción, fue Danny Elfman, quien pudo volver así a un proyecto DC y musicalizar él por primera vez propiamente a Superman, retomando en un momento de la película un brevísimo acorde del tema clásico de John Williams, aunque no usó los temas previos de Hans Zimmer, salvo Look to the Stars, el tema de Krypton.

### Liga de la Justicia de Zack Snyder
Elfman entró en reemplazo de Holkenborg, quien era el músico asignado originalmente por Zack Snyder, director del filme, sin embargo, cuando Snyder regresó para retomar su trabajo y concluir la película, volvió también Holkenborg para hacer la música.
Holkenborg había realizado buena parte del trabajo requerido en 2017, pero con el proyecto retomado se decidió a comenzar todo desde cero, creando la musicalización más larga de la historia para una película, al casi llenar las cuatro horas que dura el largometraje. El resultado, aunque no del todo bien calificado por la crítica, fue mejor tomado por el público, que apreció la manera cómo complementó el tema de la Mujer Maravilla, aportó un tema totalmente nuevo para Batman y entregó una muy celebrada pieza para un momento culmen protagonizado por Flash, así como, desde luego, un uso más amplio de los temas de Zimmer para el Hombre de Acero.
A diferencia de lo hecho por Elfman con el corte originalmente publicado de la película en 2017, Holkenborg retomó los tema de Superman de Zimmer con ejecuciones más sentadas sobre elementos electrónicos y mezclas más armónicas con los temas de los demás personajes, generando una respuesta muchísimo muy positiva del público.

## Superman
Para la película reinicio del esquema DCU de James Gunn, Superman, el compositor asignado fue el británico John Murphy. Al poco, el compositor norteamericano David Fleming se incorporó con Murphy a la película como músicos principales.
Para comenzar la promoción, en el primer adelanto se empleó una reinterpretación del tema de Williams con guitarra eléctrica. Gunn indicó después que el tema podría ser empleado como un tributo a cuando lo escuchó por primera vez cuando era un niño.
El tema de Williams es usado en la película de manera extensiva con la interpretación más modernista a base de la guitarra eléctrica.

## Otras musicalizaciones
El tema musical para los dos seriales de los años cuarenta, protagonizados por Kirk Alyn, fue compuesto por Mischa Bakaleinikoff, quien igualmente compuso para varios seriales de Columbia en esa época. Éste comenzaba con una tonada repetida que pasaba a una marcha estándar sin volver a la melodía inicial.
El tema musical de la serie televisiva de los años cincuenta Aventuras de Superman es normalmente acreditado al arreglista Leon Klatzkin, aunque al parecer hay cierto debate en torno a ello. El piloto que fue estrenado en cines en 1951, Superman and the Mole Men, tuvo un tema orquestal compuesto por Daniel Calker estandarizado al estilo del de un filme de ciencia ficción.
Para la serie animada Superman de 1988, el compositor encargado fue Ron Jones, quien reutilizó prolijamente la música de John Williams, además de que compuso varias breves suites para las secuencias del Álbum familiar de Superman con que cerraba cada capítulo, todas en el mismo estilo de Williams.
El tema para la serie Lois y Clark: Las nuevas aventuras de Superman de 1993-97 fue compuesto por Jay Gruska, casualmente el yerno de John Williams, el cual resultó algo más dramático que los tradicionales temas para el héroe, aunque distantemente basado en el emblemático tema de su famoso suegro.
Para la serie televisiva de corte juvenil Smallville se optó por un tema cantado, Save Me de la banda Remy Zero, el cual como muchos otros tantos temas de televisión a base de su repetición alcanzó cierta popularidad. El resto de la musicalización de los capítulos la realizó el músico Mark Snow, quien frecuentemente aludió a los temas de John Williams en sus composiciones para el joven Clark. Al finalizar la serie, se incorporó durante los últimos minutos de la serie de 10 temporadas el tema principal de John Williams para la película Superman, desde sus acordes iniciales hasta la base principal.
Para la serie del canal The CW, Supergirl, el músico Blake Neely compuso un tema principal y varios incidentales reminiscentes del tema de Williams para Superman de 1978, incluyendo uno para el Superman de esa versión, también plenamente inspirado en el tema de Williams.
Para la serie Krypton del canal Syfy, la musicalización corrió a cargo de la compositora turco americana Pinar Toprak.
Asimismo, para la serie derivada de Supergirl, Superman & Lois, entró al relevo el músico Dan Romer, quien compuso un nuevo tema principal de acordes reminiscentes de modo más bien distante  al tema de Williams, o de Neely, dándole un enfoque un tanto más dramático debido a la temática menos ligera de la serie. Es un tema corto, basado principalmente en vientos en notación media grave, el cual se complementa con el tema de cierre que es también corto en una melodía suave encomiástica.

## Bandas sonoras
Las bandas sonoras se publicaron al mismo tiempo que cada película, excepto el de la cuarta parte cuyo lanzamiento fue cancelado dado los malos resultados de la misma; aquella se publicó hasta la colección del 2008 Superman: The Music (1978-1988). Además de aquellas también algunas otras partituras relacionadas con Superman han sido puestas a la venta al público, como la de su serie televisiva de los 50s en el año 2000.

## Premios
La partitura de John Williams para la original película Superman de 1978 fue nominada al Premio Óscar de la Academia de las Artes y las Ciencias Cinematográficas de Hollywood, una de las cuarenta y cinco nominaciones que ha recibido en su carrera. Por otro lado, se hizo del Premio Saturn, destinado éste a obras de ciencia ficción, y uno de los siete que ha ganado en su carrera.
La partitura de John Ottman para Superman Returns obtuvo el Premio Saturn como hiciera Williams en su momento, y uno de los pocos reconocimientos que logró esa película.